# Anhur

Anhur amb quatre plomes altes

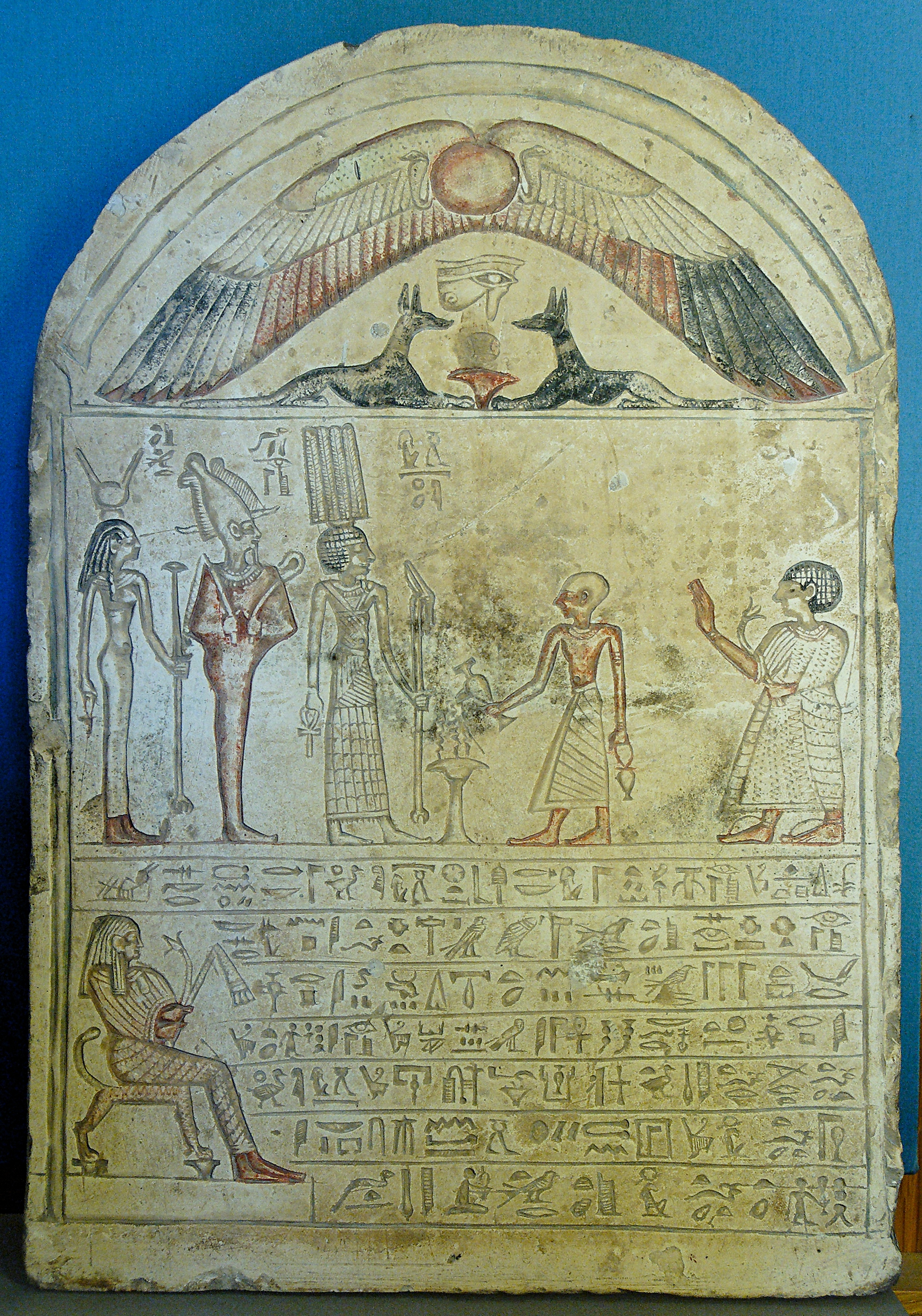
Meretitef, músic de Tefnut, honrant els déus de Tinis: Anhur, Osiris i Isis. Estela de Meretitef, conservada al Louvre.

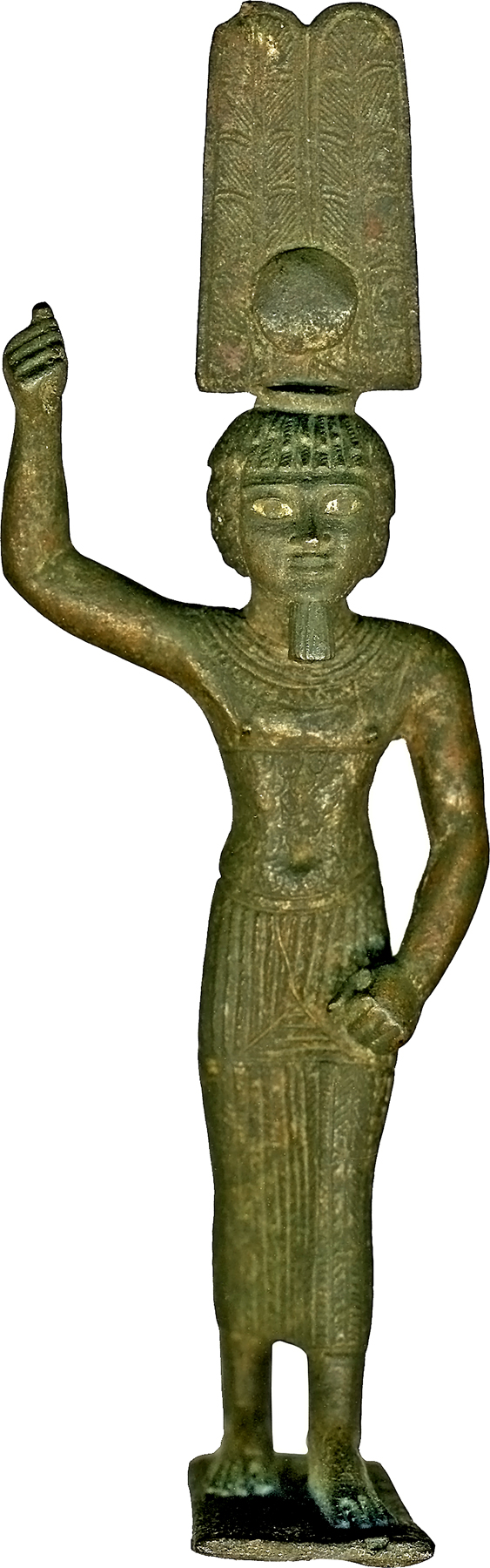
Anhur amb un pentinat de dues plomes, representat com un guerrer. Walters Art Museum.

Anhur o Onuris és el nom grec de la divinitat egípcia Inheret, que significa «aquell qui ha portat la deessa llunyana». Simbolitza el poder creatiu del sol.
| W25 · n | V28 | D2 · r | t · N31 | G7 | in ḥr t - Inheret, amb les variants: | W25 | N31 |, | W25 | N1 |

## Iconografia
Es representava com un home barbut i amb perruca curta, que porta un pentinat amb quatre plomes (de vegades dues) i vestit amb una túnica. Apareix estirant d'una corda que cau del cel amb què conduïa el sol i que d'altres vegades sembla una llança. Sovint se l'ha representat amb cap de lleó (que representa la força i el poder).

## Mitologia
A la mitologia egípcia, Anhur era originàriament un déu estranger de la caça, el regne del qual es trobava al desert, que esdevingué un déu de la guerra durant el període tinita, i començà a ser venerat a la zona egípcia d'Abidos, especialment a Tinis durant la dinastia XI d'Egipte.
El mite diu que havia portat la seva dona, Menhit, des de Núbia, essent la seva contrapartida femenina, significant el seu nom «aquell qui porta la deessa llunyana». Segons la llegenda, Ra envià el seu missatger Anhur perquè portés de tornada el seu Ull, que tenia vida pròpia. Segons una altra tradició, feu portar a casa una deessa que havia fugit a Núbia, la qual s'havia identificat amb Tefnut.
Tenia el títol de «Destructor dels enemics» i era el protector de l'exèrcit egipci, personificava els guerrers del rei i era el protector dels seus fidels contra els seus enemics i els animals malignes. A les festes en honor seu, es realitzaven simulacres de batalles entre sacerdots i el poble en què es colpejaven amb bastons.
Els grecs igualaren Anhur amb el seu déu de la guerra Ares. Els déus de l'Olimp fugiren de Tifó i prengueren forma animal a Egipte. La llegenda diu que Ares havia pres la forma d'un peix com Lepidotus o Anhur.
Durant l'època romana, l'emperador Tiberi fou representat als murs dels temples egipcis portant la corona distintiva de quatre plomes d'Anhur.

## Sincretisme
Atès que el nom d'Anhur també podria significar «portador del cel», i pel seu pentinat, fou identificat més endavant com Xu, marit de Tefnut, convertint-se en Anhur-Xu. Com que era la deïtat més popular i significativa i, de fet, Xu era més un concepte que no pas un déu, Xu fou assimilat finalment a Anhur durant l'Imperi Nou d'Egipte.
A l'Imperi Nou, la seva popularitat augmentà i arribà a tenir també el títol de «Salvador», convertint-se per al poble en el seu alliberador, degut a la seva visió de la guerra com a font de llibertat i victòria. La seva fixació en la guerra, com a «Salvador» i com a defensor del sol, compartit amb Horus, contribuí a la seva eventual identificació amb el molt més gran déu Horus. Com a caçador d'animals salvatges apareix a esteles que posteriorment serviren com a model per a les esteles màgiques en què es representa Horus dempeus sobre cocodrils.
Durant el període egipci de domini sobre Núbia, els cuixites anomenaren Horus-Anhur, Arensnufis o també Arsnufis o Harensnufis, que significaria «Horus de la bella casa». En conseqüència, un cop que Osiris arribà a ser identificat com un aspecte d'Horus (i a l'inrevés), Arensnufis fou vist com el marit d'Isis.
També se l'identifica amb el Thot de Panebes, diferent del Thot d'Hermòpolis Magna, essent en aquest cas Athor, «la deessa llunyana».

## Culte
Els centres del seu culte foren Tanis, la capital del VIII nomós del Baix Egipte i Sebenitos, capital del XII nomós del Baix Egipte, on se'l considerava el déu del vent.

### Summes sacerdots d'Anhur
- Amenhotep, del temps de Tuthmosis IV. Henut, dona d'Amenhotep era una cantant d'Anhur. Els seus fills Hat i Kenna foren «guerrers del carro» de Sa Majestat. Això es coneix per l'estela del Museu Britànic EA 902.[3]
- Hori[4]
- Minomse, fill del Summe Sacerdot d'Anhur, Hori i la seva dona Inti. Del regnat de Ramsès II.[4]
- Anhurmose, de l'època de Merenptah.[4][5]
- Sixepset, de l'època de Ramsès III.[5]
- Harsiese, mencionat en un òstracon a Abidos.[5]